# Улрепфорт
Улрепфорт (нем. Ulrepforte) — форт, являвшийся частью системы городских укреплений Кёльна (федеральная земля Северный Рейн-Вестфалия).

Своё название форт получил от старонемецкого слова Ulner (Üler), что переводится как гончарное производство. Это обусловлено тем, что в местности, где находится форт, вплоть до XIX века существовали гончарные мастерские.

Улрепфорт расположен между улицами Kartäuserwall, Ulrichgasse и Sachsenring в южной части старого города (de:Köln-Altstadt-Süd).

## История

Мельница в башне форта (реконструкция)

Первые земляные работы по обустройству кёльнских городских укреплений начались в 1179 году. Указ на выполнение этих работ издал 27 июля 1180 года архиепископ Кёльна Филипп фон Хайнсберг (de:Philipp I. von Heinsberg). До 1250 года была возведена часть крепостной стены с 16 башнями. Улрепфорт был построен в числе первых городских укреплений около 1230 года. Первое письменное упоминание о форте относится к 1245 году, а в 1271 году в документах архиепископа Энгельберта фон Фалькенбурга (de:Engelbert II. von Falkenburg) форт впервые упоминается под именем Улрепфорт.

Первоначально форт выполнял функции защиты городских ворот, носивших название Ulreptor (Гончарные ворота), но в 1450 году эти ворота были замурованы, вследствие чего форт теряет своё оборонительное значение. Сооружения форта переходят во владение расположенного рядом картезианского монастыря, башня форта переоборудуется в ветряную мельницу.

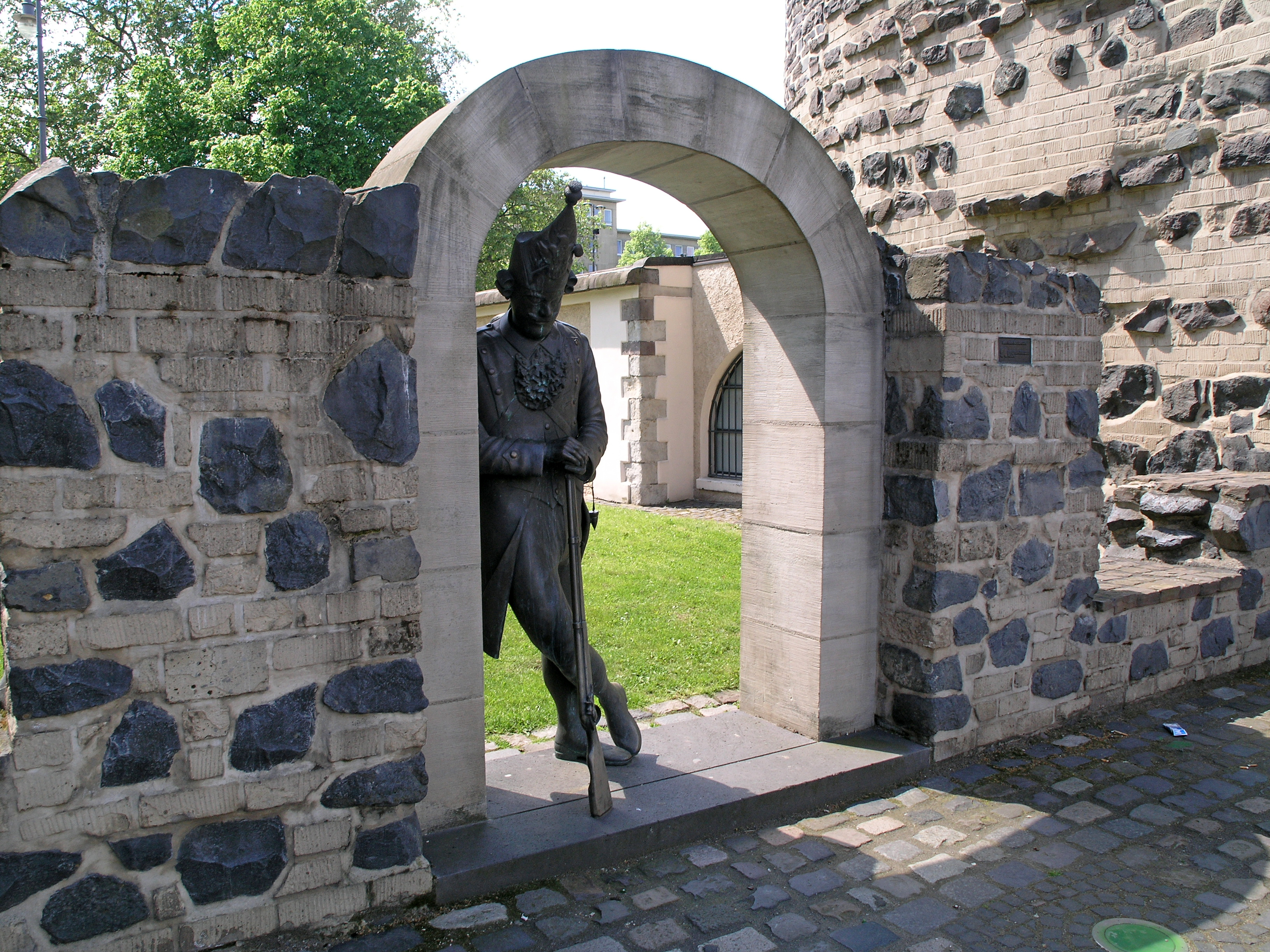
Скульптура гвардейца «Красных искр»

В 1841 году мельница была передана в частное владение немецкому предпринимателю Францу Карлу Гуйлеойме (de:Franz Carl Guilleaume), который не только ремонтирует строения форта, но даже использует их для проживания. В 1886 году немецкий архитектор Винценц Штатц (de:Vincenz Statz) перестраивает сооружения форта — восстанавливается 20-метровая башня, оборудуется винный погреб.

В 1907 году Антуанетта фон Гуйлеойме преподносит Улрепфорт в дар городу. После второй мировой войны Улрепфорт передаётся в аренду постоянному участнику Кёльнского карнавала (de:Kölner Karneval) — полку «Красные искры» (de:Rote Funken). В 2007 году были выполнены масштабные работы по реставрации форта.